# 伊克布拉特湖
56°42′46″N 60°7′26″E / 56.71278°N 60.12389°E
伊克布拉特湖（俄语：Икбулат），是俄羅斯的湖泊，位於該國中西部斯維爾德洛夫斯克州，長1.15公里、寬1公里，面積0.78平方公里，海拔高度340.6米，平均水深2.5米，最大水深3.5米。